# Кульпин, Николай Анатольевич
Николай Анатольевич Кульпин (19 декабря 1968, Орёл — 12 марта 2003, Павлодар) — советский и казахстанский боксёр, победитель Х Спартакиады народов СССР (1991), бронзовый призёр чемпионата СССР (1991), серебряный призёр чемпионата СНГ (1992), член Объединённой команды СНГ на Олимпийских играх 1992 года в Барселоне. Мастер спорта СССР международного класса (1991). Выступал в супертяжёлой весовой категории (свыше 91 кг).
Тренировался у Г. Ф. Рожкова.
Перейдя в профессиональный бокс, был одним из соперников Олега Маскаева, уступил ему 29 сентября 1995 года. Последний бой провёл 11 ноября 1995 года в Саратове против британца Джулиуса Фрэнсиса, бой завершился победой Николая.
Умер 12 марта 2003 года.